# Костянтиноградський повіт

Костянтиноградський повіт Полтавської губернії на карті 1821 року

Костянтиногра́дський пові́т (у 1921—22 — Конградський, з грудня 1922 по березень 1923 Красноградський) — адміністративно-територіальна одиниця Полтавської губернії Російської імперії; створений у 1783 році й існував до березня 1923 року. Повітовий центр — місто Костянтиноград (Конград, Червоноград, Красноград, тепер Берестин, районний центр Харківської області).

## Географія
Костянтиноградський повіт знаходився у південно-східній частині Полтавської губернії.
Головні річки у повіті — Орель та Берестова.

## Статистика, поділ і населення
Площа Костянтиноградського повіту — 5 341 кв. верста. Населення (перепис 1897 року) — 230 882 чоловік.
За переписом 1900 року у повіті налічувалось 21 волость, сільських населених пунктів — 314, сільських громад — 288, дворів — 32 247, сільського населення — 214 130 чоловік. Волосні центри: містечка Карлівка і Нехвороща, села Білухівка, Берестовенька, Великі Бучки, Мала Перещепина, Петрівка, Піщане, Руський Орчик, Ряське, Федорівка, Циглерівка та інші.
Волості станом на 1885 рік (26):
Олександрівська, Берестовенська, Білухівська, Велико-Бучківська, Верхньоланнівська, Ганебнівська, Дар-Надеждинська, Жирківська, Карлівська, Коханівська, Лебязька, Малоперещепинська, Машівська, Наталинська, Нефорощанська, Новотагамлицька, Парасковіївська, Піщанська, Петрівська, Рунівська, Русько-Орчиківська, Ряська, Старицьківська, Старовірівська, Федорівська, Циглерівська.
Станом на 1900 рік у Костянтиноградському повіті була 21 волость:
- Берестовеньківська;
- Білухівська;
- Великобучківська;
- Ганебнівська;
- Дар-Надеждинська;
- Жирківська;
- Зачепилівська;
- Карлівська;
- Кегичівська;
- Малоперещепинська;
- Машівська;
- Наталинська;
- Нефорощанська;
- Новотагамлицька;
- Парасковіївська;
- Піщанська;
- Петрівська;
- Руновщинська (Рунівщинська);
- Ряська;
- Старовірська;
- Тагамлицька.

Основну масу населення становили українці, жили також росіяни і німецькі колоністи, які поселилися тут на початку XIX століття.
Волості станом на 1912 рік (21):
Берестовенська, Білухівська, Велико-Бучківська, Ганебнівська, Дар-Надеждинська, Зачепилівська, Карлівська, Кегичівська, Мало-Перещепинська, Машівська, Михайлівська (колишня Жирківська), Наталинська, Нефорощанська, Ново-Тагамлицька, Парасковіївська, Піщанська, Петрівська, Рунівська, Ряська, Старовірівська, Тагамлицька.
На початку 1923 року Костянтиноградський повіт складався з 26 волостей, його площа становила 542 187 десятин, а населення було 306 280 чоловік.

## Історія
Костянтиноградський повіт був утворений 1783 року на території Катерининської провінції. Був включений до Катеринославського намісництва.
1796 року віднесений до Малоросійської губернії. З реорганізацією останньої був ліквідований.
Знову був утворений 1802 року у складі Полтавської губернії.
До реформи 1861 року майже 60 % усіх селян повіту були кріпаками, вони одержали після реформи по 2,4 десятини на ревізьку душу, а колишні державні селяни — по 5,2 десятини на душу. Цензових дворян (до реформи) у повіті було 66. Найбільшими землевласниками були: велика княгиня Олена Павлівна, Базилевські, графи Ламберти, Струкови, Милорадовичі, Кохановські, Сахновські фон-Лауніц, Марченко.
На початку ХХ століття Костянтиноградський повіт став одним з осередків селянських рухів, найбільші з яких відбулися навесні 1902 року та в 1905 році. З нападом на Карлівську економію герцогів Мекленбург-Стрілицьких 26 березня 1902 року розпочався селянський виступ, який охопив села Варварівку, Максимівку, Мар'янівку, Попівку, Білухівку та інші, вийшов за межі економії і став швидко поширюватися в Костянтиноградському і Полтавському повітах. Аграрний рух охопив Карлівську вотчину Мекленбург-Стрілицьких та ряд інших населених пунктів повіту в 1905—07 роках.
У часи громадянської війни у Костянтиноградському повіті діяли партизанські загони Я. З. Покуси, М. Є. Козирєва, П. О. Зеленського, які в січні 1919 року об'єдналися в окрему бригаду при Харківській групі військ.
З початку 1920-х років повіт називався Конградським. У грудні 1922 року перейменований на Красноградський.
Костянтиноградський повіт був розформований відповідно до постанови ВУЦВК від 7 березня 1923 року.

## Економіка
У 1900 році посівні площі Костянтиноградського повіту становили 262 452 десятини.
Основна населення повіту займалася землеробством, у 84 селах сіяли тютюн і коноплі. Хліба в повіті збирали в середньому по 38,5 пуда на душу.
По розвитку скотарства повіт займав перше місце у Полтавській губернії.
У заводській промисловості Костянтиноградський повіт переважало винокуріння. Робітників — 760 чоловік. Кустарні промисли були розвинуті слабо.
Через повіт проходила лінія Харківсько-Миколаївської залізниці.

## Соціальна сфера
На 1900 рік у Костянтиноградському повіті налічувалось 8 медичних дільниць, 20 фельдшерських пунктів, 86 земських училищ. Серед останніх була, в тому числі, школа садівництва та городництва.